# Liste von Helvetismen
Als Helvetismus (neulateinisch Helvetia ‹Schweiz› und -ismus) bezeichnet die deutsche Sprachwissenschaft zwei miteinander nicht direkt verwandte Phänomene:
- «Helvetismus» im Sinne der Variationslinguistik bezeichnet jene sprachliche Besonderheiten, die typischerweise im Schweizer Hochdeutsch und nicht im gesamten deutschen Sprachgebiet verwendet werden (Beispiel: Nüsslisalat, parkieren).[1] Dabei werden laut Ulrich Ammon drei Typen unterschieden:[2]
  - spezifischer Helvetismus: Das Vorkommen beschränkt sich auf die Schweiz, zum Beispiel Morgenessen, Traktandum.
  - unspezifischer Helvetismus: Das Vorkommen beschränkt sich auf die Schweiz sowie Teile des weiteren deutschen Sprachgebiets, zum Beispiel Abgeltung (Schweiz und Österreich), Fahrzeuglenker (Schweiz, Österreich und Süddeutschland).
  - Frequenzhelvetismus: Das Vorkommen ist in der Schweiz sehr viel ausgeprägter als in anderen deutschsprachigen Gebieten, zum Beispiel kassenpflichtig, Jungmannschaft, Kochbutter (diese kommen auch in Deutschland vor, sind dort allerdings kaum gebräuchlich)

- «Helvetismus» im Sinne von Wörtern, die ursprünglich aus dem Deutschschweizer Sprachgebiet stammen und heute im gesamten deutschen Sprachgebiet verwendet werden (Beispiele: Müsli, Putsch) – analog zu Begriffen wie Anglizismus – bezeichnet Wörter, die aus dem schweizerischen Deutsch stammen und ins Gemeindeutsche übernommen wurden (vgl. Liste weiter unten; siehe auch: Lehnwort).

Unter «Helvetismus» versteht man nicht allein typische schweizerische Wörter (Lexeme), sondern auch die Besonderheiten im Bereich von Wortbildung, Wortbeugung, Satzbildung, Rechtschreibung und Aussprache. Manchmal wird die Bezeichnung Helvetismus auch nur für Wörter verwendet.
Die in Lexika und Wörterbüchern zum Schweizerhochdeutschen festgehaltenen Helvetismen sind Bestandteil der Schweizer Standardsprache. Es handelt sich dabei um Wörter, die in Texten, die in der Schweiz verfasst oder publiziert werden, als angemessen und korrekt gelten. Naturgemäss können weniger formelle journalistische und literarische Texte zu einer grösseren Nähe zu den schweizerdeutschen Dialekten tendieren; derart verwendete, alemannisch basierte Wörter haben mehr umgangssprachlichen oder mundartnahen Charakter und stellen damit Grenzfälle des Standards dar. Für die Neuerarbeitung des Variantenwörterbuchs des Deutschen, die 2016 erschien, wurden drei «Säulen» definiert, auf denen die Einstufung der Standardsprachlichkeit eines Lemmas beruht, nämlich erstens die Häufigkeit in «Modelltexten» (regionale und überregionale Zeitungstexte), zweitens die Einschätzung von Sprachexperten hinsichtlich der standardsprachlichen Akzeptanz und drittens das Auftreten in aktuellen Nachschlagewerken. Solche Wörter, deren Gebrauchsfrequenz zwar einen definierten Schwellenwert erreichte, die jedoch nur in bestimmten, der Mündlichkeit nahestehenden Textsorten oder etwa hauptsächlich zwischen Anführungszeichen auftraten, erhielten den Zusatz «Grenzfall des Standards» – vergleichbar mit der Markierung «mundartnah» in der Publikation Schweizerhochdeutsch von 2012/2018 und der Markierung «mundartl[ich]» im Schweizer Wörterbuch von 2006.
Ein beträchtlicher Teil der Helvetismen hat seine Basis darin, dass die Schweiz und ihre Kantone eigenständige Staatswesen sind, die eine eigene, von derjenigen der Bundesrepublik Deutschland und von Österreich unabhängige Rechts- und Verwaltungssprache kennen. Ein weiterer Hauptfaktor ist die landschaftliche Zugehörigkeit zum alemannischen Raum, die sich nicht nur in der Mundart niederschlägt (Beispiele für Wörter, die aus dem Schweizerdeutschen in die Schweizer Schriftsprache gelangt sind, sind etwa Beiz, Guetsli/Guetzli, Metzgete, Rande und Rüebli), sondern die auch seit jeher die Deutschschweizer Literatursprache prägt. Infolge der Mehrsprachigkeit der Schweiz sind auch Einflüsse aus dem Französischen unübersehbar, hierzu gehören Entlehnungen wie Poulet und Coiffeur. Etliche französischstämmige Wörter im schweizerischen Deutsch wie etwa Trottoir oder Perron waren früher allerdings gemeindeutsch, wurden jedoch in Deutschland und Österreich seit dem späten 19. Jahrhundert durch bewusste Germanisierungen verdrängt. Ein eher konservatives Element sind auch die der Schweizer Sportsprache eigenen englischen Ausdrücke wie Goalie und Penalty, die im übrigen deutschen Sprachgebiet längst vom einheimischen Wortschatz abgelöst worden sind.
Analog zu Helvetismen gibt es auch Austriazismen, Belgizismen und Teutonismen (auch missverständlich Germanismen genannt), welche die jeweilige nationale Varietät prägen.

## Wortschatz
Helvetismen können etwas bezeichnen, wofür es keinen gemeindeutschen Ausdruck gibt, sie können neben einem gemeindeutschen Wort verwendet werden oder ein solches ersetzen. Einige Wörter haben neben einer Grundbedeutung eine schweizerische Zusatzbedeutung.

### In den Wörterlisten verwendete Abkürzungen
- bair. – bairisch
- dtl. – deutschländisch
- gemeindt. – gemeindeutsch
- inf. – in informellen Situationen gebräuchlich
- mdal. – mundartlich
- österr. – österreichisch
- süddt. – süddeutsch
- Wz. – eingetragenes Warenzeichen

### Andere Wörter
(anstelle von oder neben einem gemeindeutschen Wort gebraucht; in anderen Teilen des deutschen Sprachgebiets – v. a. im Süden – sind manche dieser Ausdrücke auch bekannt, jedoch seltener gebraucht)

#### Küche, Nahrung, Restaurant
- der/das Apéro (Aperitif, Umtrunk)
- das Bahnhofbuffet (Bahnhofsrestaurant)
- die Baumnuss (Walnuss)
- die Beiz, inf. (Kneipe, vgl. österr. Beis(e)l, bair. Boazn)
- das Bettmümpfeli (Süssigkeit vor dem Schlafengehen)
- das Brunsli mdal. (Schokoladengebäck, v. a. an Weihnachten)
- das Buffet à discrétion (offenes Buffet ohne Nachzahlen)
- der (auch: die) Cervelat (kurze, dicke Brühwurst)
- der Chili (die Chilischote), siehe auch Paprika, Peperoni, Peperoncino
- der Coupe (Eisbecher)
- das Cüpli (Glas Champagner, kein Sekt oder Prosecco!)
- der Fleischvogel (Rinderroulade)
- der Gipfel bzw. das Gipfeli (Hörnchen, Kipferl, Croissant)
- die Glace bzw. das Glacé (Speiseeis)
- gluschtig (lecker, appetitlich)
- grillieren (grillen)
- das Güggeli mdal. (Grillhähnchen)
- das Guetsli, Guetzli mdal./inf. (Plätzchen, Keks)
- das Hacktätschli mdal. (Frikadelle)
- das Hahnenwasser (auch süddt.), scherzhaft auch Hahnenburger (Leitungswasser)
- der Kartoffelstock (Kartoffelpüree)
- der Kirsch (Kirschwasser)
- die Metzgete (Schlachtung, ‹Schlachtfest› im Sinne des Angebots frischgeschlachteten Fleisches in Gaststätten)
- das Morgenessen/Zmorgen (Frühstück)
- das Müesli bzw. Birchermüesli (nach Maximilian Oskar Bircher-Benner; ausserhalb der Schweiz: Müsli)
- das Nachtessen, der/das Znacht (Abendessen)
- der Nüsslisalat, Nüssler (Feldsalat, Vogelsalat, Rapunzel)
- das Panaché, oft auch Panache (Radler)
- die Peperoni (rote, grüne oder gelbe Paprika, gross und mild; aus dem Italienischen übernommen)
- der (v. a. als getrocknetes und gemahlenes Gewürz)/die (Frucht) Paprika (Peperoni; aus dem Ungarischen, nur noch selten für die Frucht benutzt)
- der/die (sing.) Peperoncino/i (Paprikafrucht, scharf und länglich; aus dem Italienischen übernommen, it. Plural oftmals fälschlicherweise als Singular benutzt), manchmal bzw. früher auch für die kleine Variante gebraucht: der Chili (die Chilischote)
- das Poulet (Huhn als Speise)
- das Praliné (Betonung auf dem a; die Praline)
- der Rahm (Sahne), auch Nidel/Nidle mdal.
- die Rande, der Randen (meist Plur.; rote Bete, rote Rübe, vgl. bair. Ranna)
- das Ruchbrot und das Ruchmehl; mdal. ruch bedeutet «rau, grob»
- das Rüebli mdal./inf. (sonst: Karotte, auch süddt.; Möhre, gelbe Rübe)
- das Rüstmesser (kleines Küchenmesser, meist mit Wellenschliff, zum Schälen und Zuschneiden von Früchten und Gemüse)
- das Sackmesser (auch süddt., Taschenmesser)
- die Schale (heller Milchkaffee)
- der Schwingbesen (dt.: Schneebesen, österr.: Schneerute)
- das Silserli (Laugenbrötchen)
- die Serviertochter (Kellnerin)
- die Teigwaren (Nudeln)
- der Thon (verarbeiteter, meist in Öl eingelegter und in Konservendosen verpackter Thunfisch)
- tischen (den Tisch decken)
- das Voressen (Gulasch, Ragout; auch bair.)
- die Wähe (Blechkuchen mit Obst- oder Gemüsebelag; auch in Südwestdeutschland und im Elsass)
- der/das Zmorge(n) mdal./inf. (Frühstück)
- der/das Znüni mdal./inf. (Zwischenmahlzeit am Vormittag um ~9 Uhr)
- der/das Zmittag, mdal./inf. (Mittagessen)
- der/das Zvieri mdal./inf. (Zwischenmahlzeit am Nachmittag um ~16 Uhr)
- der/das Znacht / das Nachtessen mdal./inf. (Abendessen)
- die Zucchetti (Zucchini)

#### Haus, Haushalt
- der Abwart (Hausmeister, Hauswart)
- die Ablage ((Hut-)Garderobe, Ablage)
- das Ablegen (Kleider ausziehen, Mantel in der Garderobe aufhängen), das Aus-/Abziehen (Kleider ausziehen, Bettwäsche auswechseln)
- das Anlegen (Kleider, Mantel anziehen)
- die Attikawohnung (Penthouse, oberste Wohnung mit grosser, oft umlaufender Terrasse)
- die Aufrichte (D: Richtfest; A: Firstfeier, Gleichenfeier)
- das Cheminée (offener Kamin)
- der Estrich (auch süddt., Dachboden)
- die Winde (Dachboden)
- die Finken (Hausschuhe)
- der Hag (Zaun)
- der Harass, die Harasse (Getränkekiste; offene Holzkiste)
- das Heimet mdal. (kleines Bauerngut)
- der Kehricht (mdal.: Güsel/Ghüder; Abfall, Müll – davon auch abgeleitet die Kehrichtverbrennungsanlage, welche meist nur abgekürzt als KVA in Texten erscheint)
- das Lavabo (Handwaschbecken)
- das Nastuch (auch süddt., Taschentuch)
- die Pfanne (Kochtopf)
- der Plafond (auch süddt. und österr., die Zimmerdecke)
- das Pult (Schreibtisch)
- das Pyjama (der Pyjama, Schlafanzug)
- die Rechaudkerze (Teelicht)
- die Renovation (Renovierung)
- das Riegelhaus (Fachwerkhaus)
- ringhörig (leicht schalldurchlässig; ring = alemannisch für leicht, gering)
- der Schüttstein (auch süddt., Spüle, Spülbecken, Spülstein, Ausguss, Abwasch)
- das Sackmesser (auch süddt., Taschenmesser)
- die Sonnerie (Klingel[anlage])
- der Spannteppich (Teppichboden)
- die Ständerlampe (Stehlampe)
- das Stöckli mdal. (Altenteil, Ausgedinge; auch informelle Bezeichnung des Schweizer Ständerats)
- der Storen (Jalousie, Markise)
- die Türfalle (auch süddt., Türklinke)
- der Tumbler ((Wäsche-)Trockner)
- versorgen (auch österr. militärisch, wegräumen)
- wischen (kehren, fegen)
- zügeln (umziehen, den Wohnsitz wechseln)

#### Handel, Gewerbe
- der Abostopp (Unterbrechung einer Mitgliedschaft, in Deutschland normalerweise Ruhezeit genannt)
- der Abriss (Nepp, überzogener bzw. zu hoher Preis)
- die Auslegeordnung (ursprünglich aus dem Schweizer Militär kommend: Übersicht, tabellarische Aufstellung)
- die Betreibung (Zwangsvollstreckung)
- das Bierdepot (Biergrosshandel, Bierlager, nicht: Flaschenpfand)
- das Brockenhaus (Gebrauchtwarenladen)
- die Büez (Arbeit, Knochenarbeit, Strapaze, Kraftakt, Maloche, Plackerei, Schufterei)
- der Check (Scheck)
- der Coiffeur (Friseur)
- das Depot (Pfand bei Mehrwegverpackungen, aber auch Vorratslager und Mietkaution) (Betonung auf der ersten Silbe)
- der Detailhandel (Einzelhandel)
- der Einzahlungsschein (Überweisung, Zahlkarte, Erlagschein)
- die Fahrhabe (Fahrnisse, bewegliche Güter, z. B. im Versicherungsvertrag – im Gegensatz zu Immobilien)
- FDA, Fernmeldedienstanbieter (Telefongesellschaft)
- die Ferien (in Deutschland unterscheidet man zwischen Ferien (Schulferien) und Urlaub (bezahlte freie Tage von Arbeitnehmern), in der Schweiz nicht)
- der Gesamtarbeitsvertrag, Abk. GAV (Tarifvertrag, Kollektivvertrag)
- der Grossverteiler (Handelskette)
- der Kessel (Eimer)
- das KV (Lehrberufsbezeichnung für die Ausbildung Kauffrau/Kaufmann)
- konkurrenzieren (im Wettbewerb stehen)
- Konti als Plural von Konto (im Deutschen: Konten)
- die Lehrtochter (die Auszubildende)
- die Limite (Obergrenze)
- der Lohn (in Deutschland unterscheidet man zwischen Lohn und Gehalt, in der Schweiz nicht)
- die Offerte (das Angebot)
- die Papeterie (Schreibwarenhandlung)
- die Pendenz (noch unerledigter Vorgang, noch offener Punkt), auch als Adjektiv: pendent (= hängig)
  - davon abgeleitet: der Pendenzenberg (im eigentlichen oder im übertragenen Sinn: der Stapel der abzuarbeitenden Dossiers/Aufgaben)
- posten mdal. (einkaufen gehen)
- der Redaktor (auf der zweiten Silbe betont) (Redakteur)
- das Reglement (Geschäftsordnung)
- die Reservation (Reservierung, Buchung)
- das Sackgeld (auch süddt., Taschengeld)
- das Traktandum (Themenpunkt der Tagesordnung)
- der Unterbruch (Unterbrechung, Vertragsunterbrechung)
- verrechnen (in Rechnung stellen)
- der Zeitungsverträger (Zeitungsausträger)

#### Strassenverkehr
- der Anhängerzug (Lastzug)

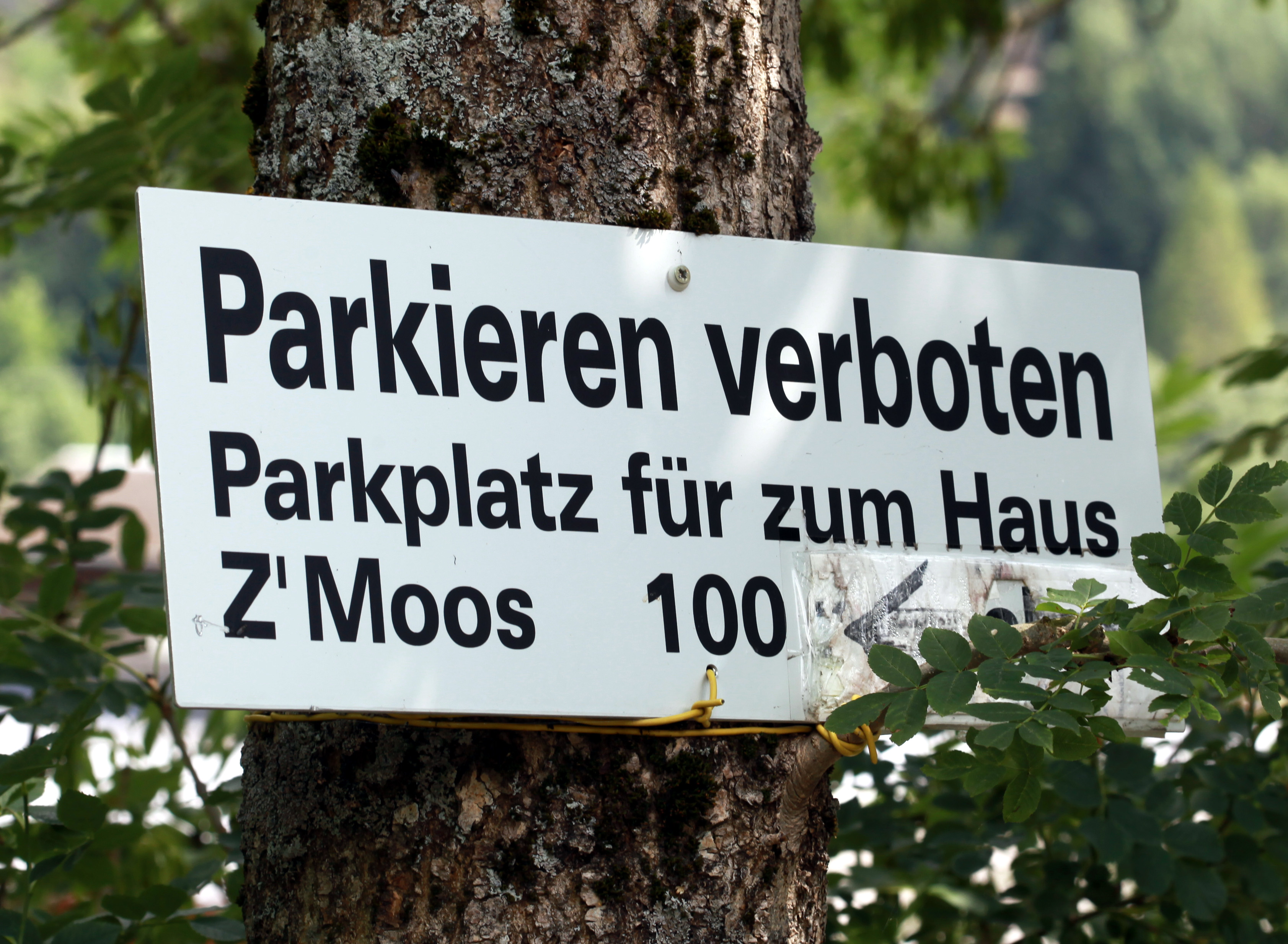
Parkieren verboten – Hinweisschild im Kanton Wallis

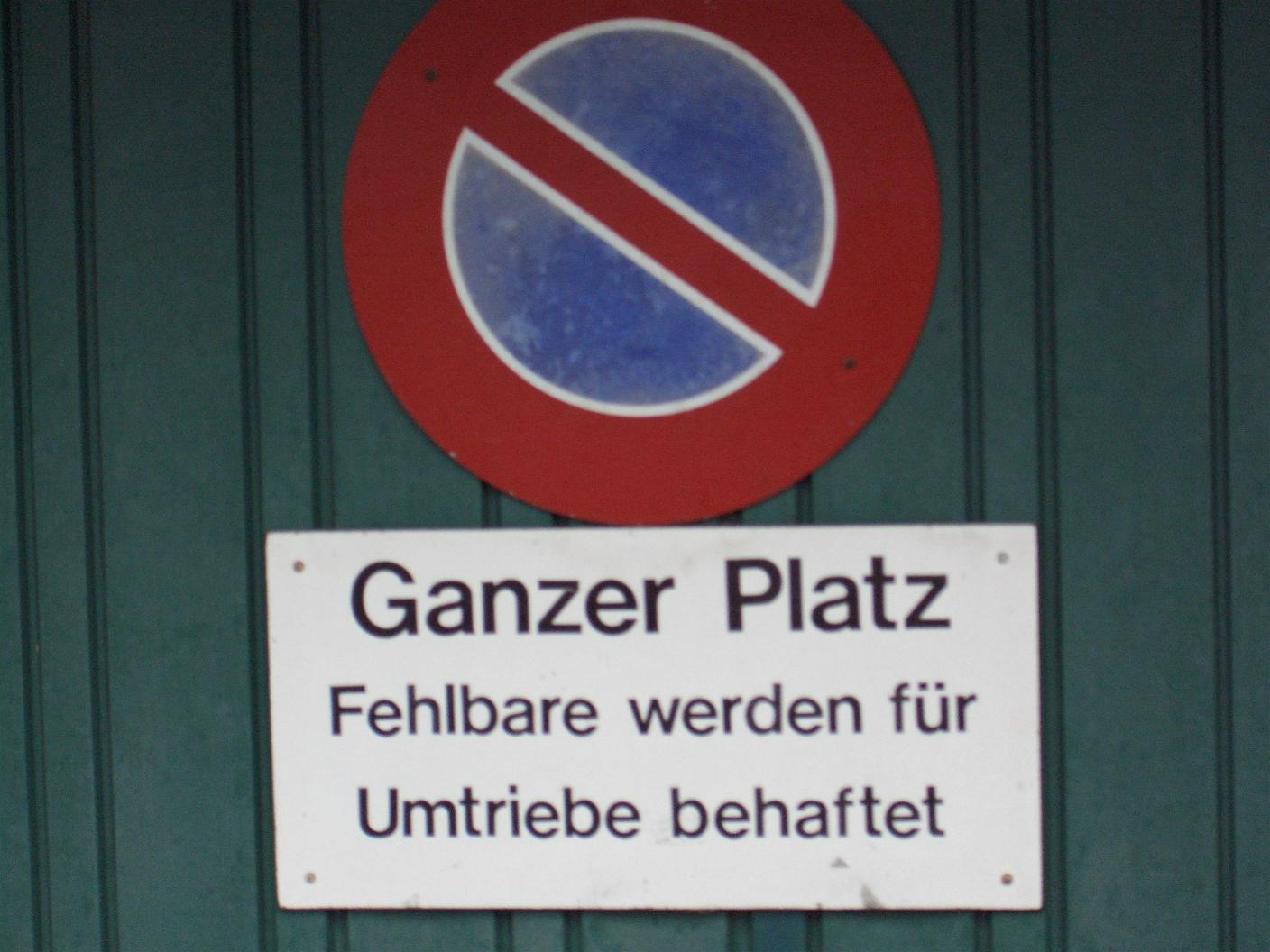
Hinweis am Basler Rheinufer: Ganzer Platz, Fehlbare, Umtriebe und behaftet

- der Autocar, kurz Car (Reisebus im Charter- oder Fernverkehr)
- der Automobilist (Autofahrer)
- der Autoverlad (auch österr., Huckepackverkehr für PW)
- der Camion (Lastkraftwagen)
- der Camionneur (Fuhrunternehmer)
- der Chauffeur (auch süddt., österr., Lenker, (Berufs-)Fahrer)
- die Distanzbake (Entfernungsbake)
- die Einlösung (Versicherung zum Strassenverkehr)
- einspuren (einordnen)
- die Einstellhalle (überdachter Abstellplatz für Fahrzeuge, auch: Tiefgarage)
- der Fahrzeugausweis (Fahrzeugschein/-brief) (es gibt nur ein Dokument)
- der Führerausweis, Fahrausweis[9] (Führerschein)
- der Fuhrhalter (Transportunternehmer), analog Fuhrhalterei für das Unternehmen
- die Garage (Autohaus, Autowerkstatt)
- der Garagist (Autohaus- bzw. Autowerkstatteigentümer)
- die Kabine (Führerhaus)
- der Kehrplatz (Wendeplatz)
- das Kontrollschild (Kraftfahrzeugkennzeichen, Nummernschild)
- das Motorfahrzeug (Kraftfahrzeug)
- die Occasion auf der ersten Silbe betont (Ware aus zweiter Hand, speziell: der Gebrauchtwagen)
- parkieren (parken)
- die Passerelle (Fussgängerbrücke)
- der Pneu (Autoreifen)
- das Postauto (auch süddt. veraltet, Postbus)
- der Pöstler (auch süddt. veraltet, Postangestellter, meist: Postbote)
- der PW (PKW)
- das Rotlicht (Ampelanlage)
- der Selbstunfall (Alleinunfall)[10]
- der Töff inf. (auch süddt., Motorrad)
- das Töffli inf. (Fahrrad mit Hilfsmotor, Mofa)
- das Trassee (die Trasse)
- das Trottinett (Tretroller)
- der Trolleybus, kurz Trolley (Oberleitungsbus, kurz O-Bus)
- das Trottoir (auf der ersten Silbe betont; auch süddt., Bürgersteig, Gehweg)
- die Umfahrungsstrasse (die Umgehungsstrasse)
- der Vortritt (auch süddt. veraltet, Vorfahrt)
- das Velo (von Veloziped; Fahrrad)
- die Wegfahrt (als Hinweisschild für Ausfahrt auf einem Parkplatz o. ä.)
- Flugzeuge in Kurzform sind männlich (wie im Französischen): der Vampire, der Venom, der Hunter, der Mirage, der Tiger, der F/A-18, der Gripen; bei einigen ist beides möglich, aber eher unüblich: der Rafale / die Rafale

#### Schienenverkehr
- das Aufnahmegebäude (Empfangsgebäude, in Österr. auch Aufnahmsgebäude)
- der Abzweigbahnhof (auch österr., Trennungsbahnhof)
- ausrangieren (auch gemeindt. ugs., ausmustern)
- der Autoverlad (auch österr., Autoverladung)
- banalisierter Verkehr (Gleiswechselbetrieb)
- der Barrierenwärter (Schrankenwärter)
- decken (schützen, Aufstellen von Haltsignalen zum Schutz eines Hindernisses)
- das Billet(t) (gemeindt. veraltet, Fahrkarte, Fahrausweis) – in der Regel mit zwei tt
- der Billeteur (Schaffner, insbesondere bei Tram und Bus)
- das Bremsgewichtshundertstel (Bremshundertstel)
- das Depot (Bahnbetriebswerk, Betriebshof)
- der Dienstbahnhof (Betriebsbahnhof)
- die Dienststrecke (Betriebsstrecke)
- der Dienstzug (früher gemeindt., Zug für dienstliche Zwecke)
- der Doppelpendelzug (Zug mit Sandwich-Traktion)
- einspurig, doppelspurig, mehrspurig (eingleisig, doppelgleisig, mehrgleisig)
- der Extrazug (Sonderzug, Entlastungszug)
- die Fahrleitung (Oberleitung) – In Deutschland dient Fahrleitung als Oberbegriff für Oberleitung, Deckenstromschiene und seitliche Stromschiene.
- das Fahrplanfeld (Kursbuchstrecke)
- der Fahrtstellungsmelder (Fahrtanzeiger)
- das Generalabonnement, Abk. GA (Bahncard 100)
- das Halbtax, das Halbtax-Abonnement (Bahncard 50)
- Halt auf Verlangen (Bedarfshalt)
- die Hauptleitung (Hauptluftleitung)
- die Hauptrevision (Hauptuntersuchung)
- die Hauptwerkstätte (auch österr., Ausbesserungswerk)
- das Hilfssignal (Ersatzsignal)
- die Infrastrukturbetreiberin (Eisenbahninfrastrukturunternehmen)
- der Kondukteur (auch süddt. veraltet, Schaffner, Zugbegleiter)
- die Kondukteuse (Schaffnerin, Zugbegleiterin) – Diese Berufsbezeichnung gibt es so nicht einmal im Französischen, ist ein Kunstwort.
- die Linie (Eisenbahnstrecke)
- der Pendelzug (Wendezug)
- der (auch: das) Perron (gemeindt. veraltet, Bahnsteig)
- die Privatbahn (nichtbundeseigene Eisenbahn)
- die Q-Lok (Schlusslokomotive)
- die Rangierbremse (auf das Triebfahrzeug direkt wirkende Druckluftbremse)
- das Rangiergleis (Nebengleis)
- das Rangiersignal (Eisenbahnsignal zu Regelung von Rangierfahrten) – Rangiersignal bezeichnet in Deutschland ein Handzeichen eines Rangierbegleiters.
- der Regio, bis 2004 Regionalzug (Regionalzug auch österr., Regionalbahn)
- der RegioExpress (Regional-Express)
- die Regulierbremse (auf den ganzen Zug direkt wirkende Druckluftbremse)
- das Retourbillet(t) (Rückfahrkarte)
- die Rollende Autobahn (Rollende Landstraße)
- die Sicherheitssteuerung (Sicherheitsfahrschaltung) – gemeindeutsch auch für programmierbare Steuerungen zum Einsatz in sicherheitskritischen Systemen
- das Stillhaltebremsgewicht (Festhaltebremsgewicht)
- die Stockschiene (Backenschiene)
- Strecke mit starkem Gefälle (Steilstrecke)
- die Streckentabelle (Buchfahrplan)
- der Traktor (Kleinlokomotive)
- das Tram (Strassenbahn)
- das Trassee (die Trasse, Bahnkörper)
- die Triebachse, das Triebrad (Treibachse, Treibrad)
- das Unterwerk (Umspannwerk) – In Deutschland werden nur Umspannwerke zur Versorgung von Bahnanlagen als Unterwerk bezeichnet.
- die Vielfachsteuerung (Wendezugsteuerung, Mehrfachtraktionssteuerung)
- die Wachsamkeitskontrolle (Fachbegriff für Totmanneinrichtung bei Schienenfahrzeugen)
- die Vakuumbremse (gemeindt. veraltet, Saugluftbremse)
- versteilte Doppelkreuzungsweiche (Doppelkreuzungsweiche mit Bogeneinlauf)
- das Wiederholsignal (Vorsignalwiederholer)
- das Zugsicherungssystem, die Zugsicherung (Zugbeeinflussung)
- die Zugskomposition, die Komposition (Zugverband) – Die SBB benutzen bei Durchsagen Formation.
- der Zugverband (im Folgezugbetrieb verkehrender Zug) – Zugverband bezeichnet in Deutschland eine Zugskomposition.
- das Zwergsignal (Schutzsignal)

#### Militär
- das Abgeben (Entlassung aus der Dienstpflicht)
- der Auditor (Staatsanwalt/Ankläger bei Militärgericht)
- die Aushebung (Musterung); ausheben (mustern)
- der Dienstverweigerer (Wehrdienstverweigerer)
- der Endalarm (Entwarnung)
- der Feldweibel (Feldwebel)
- das Kader (der Kader)
- der Kompaniekommandant (Slang: Kadi von arab. القاضي für Richter) (Kompaniechef)
- das Kantonnement (Truppenunterkunft)
- das Obligatorische (Abk. für das Obligatorische Schiessen, jährliche Pflichtschiessübung für Wehrpflichtige)
- die Rekrutenschule, Abk.: RS (D: militärische Grundausbildung; A: Präsenzdienst)
- die Wacht (Bewachung)
- der Waffenplatz (Truppenübungsplatz)
- der Wiederholungskurs, Abk.: WK (entfernt vergleichbar: Reservistenübung)

#### Bildungswesen
- das Gymi (ausgesprochen: [ˈgimi]) bzw. der Gymer (nur Kanton Bern) inf. (Gymnasium)
- der Hauptlehrer (unbefristet angestellter Lehrer mit zugesichertem Pensum)
- der Hellraumprojektor (Tageslichtprojektor)
- die Kantonsschule (kantonale Mittelschule; inf./mdal. Kanti)
- die Legitimationskarte (Studentenausweis; inf./mdal. Legi)
- der Maibummel (Maiwanderung)
- die Matur, Matura (Matura auch österr.; Abitur)
- der Maturand (Abiturient; österr.: Maturant)
- die Mittelschule (auch österr., höhere Schule)
- die Promotion (auch österr., Versetzung in die nächste Klasse)
- die Schulreise (Klassenfahrt)
- der Schulthek/Thek/Schulsack (Schulranzen, Tornister)
- der Sporttag (Schulsportfest)

#### Politik, Staat, Recht
- der Aktivbürger (volljähriger Staatsbürger)
- die Absenz (das Fernbleiben, auch der Eintrag in der Absenzenkontrolle)
- ausmarchen (abgrenzen, durch Auseinandersetzung festlegen)
- ausmehren (bei einer Landsgemeinde die Mehrheit ermitteln)
- ausschaffen (abschieben (Asylbewerber, Kriminelle))
- bedingt (auch österreichisch, mit Bewährungsfrist)
- behaften (verantwortlich machen)
- Beitrag à fonds perdu (staatliche Subvention u. ä., wird so im ganzen Land, also nicht nur im französischsprachigen Teil verwendet)
- der Bezüger (Bezieher)
- büssen mit transitivem Wortgebrauch: der Fahrer wurde mit 120 Franken gebüsst (mit einem Bußgeld belegen)
- die Classe politique (oft abschätzig; die (Berufs-)Politiker als politische Klasse)
- der Courant normal (normale Tagesgeschäfte)
- das Departement (Ministerium, Fakultät, Abteilung), in einigen Kantonen auch Direktion
- auf etwas eintreten (auf etwas eingehen)
- die Einwohnerkontrolle (Einwohnermeldeamt)
- der Entscheid (amtliche Entscheidung, Beschluss)
- fehlbar (schuldig, zuwiderhandelnd). Typische Formel: … verboten, Fehlbare werden verzeigt!
- der Fürsprecher  oder Fürsprech (in den Kantonen Bern, Solothurn und älter auch Aargau: Anwalt)
- das Gegenmehr (Gegenstimmen bei offener Abstimmung)
- die Gehilfenschaft (Beihilfe zu einem Delikt, z. B. Betrug, Mord etc.)
- der Gemeindeammann (in manchen Kantonen Gemeindepräsident, in anderen Betreibungsbeamter)
- der Gemeindepräsident (in manchen Kantonen: Bürgermeister)
- grossmehrheitlich (mit grosser Mehrheit)
- das Handmehr (durch erhobene Hände bezeugte Stimmenmehrheit)
- die Identitätskarte, kurz ID (Personalausweis)
- lancieren (etwas auslösen, ins Leben rufen, gründen, z. B. eine Petition lancieren)
- der Landammann (Ministerpräsident in einigen Kantonen)
- das Mehr, häufig das absolute Mehr (die Mehrheit bzw. die Zahl der Stimmen, die eine Mehrheit darstellt)
- die Mutation, meist die Mutationen (Veränderungen im Mitgliederbestand, Ein- und/oder Austritte)
- die Nomination (Aufstellung eines Kandidaten, Nominierung)
- das Obligatorium (Pflichtfach, aber auch z. B. Kindergartenobligatorium, Schneekettenobligatorium; im Sinne von: Pflicht, Verpflichtung)
- der Personalausweis (Mitarbeiterausweis, vgl. auch ID weiter oben)
- der Regierungsrat (in den meisten Kantonen: Regierung; Landesminister)
- die Sans papiers (Ausländer ohne gültige Papiere)
- die Schriften (Ausweispapiere, Heimatschein)
- die Schwellentelle, Abgabe an die Schwellenkorporation im Kanton Bern
- der Secondo, die Seconda (Einwandererssohn, Einwandererstochter)
- das Signalement, deutsch ausgesprochen (Personenbeschreibung)
- der Staatsrat (in den mehrheitlich nicht deutschsprachigen Kantonen: Regierung; Minister)
- der Stadtammann (Oberbürgermeister in einigen Kantonen)
- der Stadtpräsident, inf. Stapi (Oberbürgermeister)
- die Standeskommission (Appenzell Innerrhoden: Regierung)
- das Steueramt (Finanzamt)
- der Stimmbürger (Wahlberechtigter)
- die Traktandenliste (Tagesordnung)
- der Treuhänder (u. a. Steuerberater)
- der Umtrieb, meist im Plural verwendet (Aufwand; Aufwendungen, Ausgaben, Auslagen, Kosten; (umgangssprachlich) Unkosten, aber auch Umstand im Sinne von: unnötige Mühe und überflüssiger, zeitraubender Aufwand)
- unbedingt, unbedingte Strafe (auch österr., ohne Bewährungsmöglichkeit)
- die Vernehmlassung (Umfrage bei Parteien und Verbänden über ein Gesetzesprojekt)
- verzeigen (jemanden anzeigen)
- Weibel (Staatsdiener auf verschiedenen Ebenen mit überwiegend zeremoniellen Aufgaben)
- der Wissenschafter (Wissenschaftler). Siehe auch akademische Abschlüsse wie dipl. Naturwissenschafter ETH etc.

#### Gesellschaft, Volkskultur
- die Abdankung (Trauerfeier)
- der Alpaufzug (Almauftrieb)
- die Auffahrt (Christi Himmelfahrt)
- der Ausgang (Substantiv zu ausgehen am Abend, nicht nur militärisch verwendet)
- die Besammlung (das Sich-Versammeln, nicht nur militärisch verwendet)
- die Cervelatprominenz (Lokalprominenz; Pseudo-Prominenz) (Cervelat: Schweizer Nationalwurst)
- die Chilbi/Kilbi mdal. (Kirchweih; Kirmes, vgl. südwestdt. Kirbe, Kirwe)
- der Familiengarten (neben Schrebergarten)
- die Fasnacht (Fastnacht, Karneval, Fasching)
- der Götti, die Gotte, das Göttikind (Pate, Patin, Patenkind)
- das Grosskind (Enkelkind)
- der Hinschied (Tod, Hinscheiden)
- der Kollege (Freund, Bekannter)
- der Kronfavorit (Spitzenkandidat, Topfavorit)
- das Leidzirkular (gedruckte Todesanzeige, die verschickt wird)
- der Mesmer (auch süddt., Nordostschweiz: Küster, Messner)
- die Pfadi (Pfadfinderbewegung)
- der Samichlaus (Nikolaus)
- der Schmutzli (Knecht Ruprecht)
- der Sigrist (Küster)
- der Strahler (Kristall-/Mineraliensucher)
- urchig, mdal./inf. (urig)
- weibeln (werbend, geschäftig umhergehen – vgl. auch: Weibel)

#### Natur/Geographie
- die Alp (Alm), auch im gesamten alemannischen Sprachraum (besonders Vorarlberg, Allgäu)
- einnachten (Nacht werden)
- die Bise, der Biswind (kalter, trockener Nordostwind der Schweiz)
- das/der Egli (Flussbarsch)
- der Föhn (Wind über die Alpen; siehe auch Alpenföhn)
- die Pärke als Mehrzahl von Park (im Deutschen: Parks)
- die Rüfe (Mure, Erdlawine)
- das Tobel (Schlucht)
- die Trute, das Trutenfleisch (Pute, Truthenne)

#### Sport
(beim Fussball viele Anglizismen; vgl. österr.)
- der Ausstich (Stechen)
- der Captain (Kapitän)
- der Cup, ausgesprochen: «Köp» (Pokal), dazu: der Cupfinal
- der Corner (auch österr., Eckball)
- der Final (das Finale, Endspiel)
- das Goal (Tor)
- der Goalie (auch österr., Torhüter)
- der Match (mit männlichem grammatischem Geschlecht,[11] zudem «Matsch» ausgesprochen, Spiel)
- die Nati, ausgesprochen: «Nátzi», also auf der ersten Silbe kurz betont (Nationalmannschaft)
- das Offside (Abseits)
- das Hands, ausgesprochen: «Händs» (auch österr., Handspiel)
- der Penalty auf der ersten Silbe betont (Elfmeter, Strafstoss)
- die Rangverkündigung (Siegerehrung, Preisverteilung), nur bei Wettkämpfen mit Ranglisten, nicht bei einem Zweikampf
- crawlen für kraulen (Crawl = Kraulschwimmen)
- schlitteln (Schlitten fahren)
- snowboarden, boarden, snöben inf. (Snowboard fahren)
- der Trainer (auch Trainingsanzug; Trainerhose = Jogginghose)
- tschuten, schutten (Fussball spielen)

#### Menschliches Verhalten
- angriffig (angriffslustig, draufgängerisch)
- antönen (andeuten, ein Gesprächsthema vorsichtig aufgreifen)
- sich auffangen (sein seelisches Gleichgewicht wiederfinden; österr. auch sich erfangen)
- aufgestellt (gut drauf; gut gelaunt)
- der Aufsteller (gute Nachricht oder positives Ereignis)
- eindrücklich (eindrucksvoll)
- sich foutieren oder auch futieren um etwas (von französisch se foutre; sich nicht um etwas kümmern, auf etwas pfeifen, die Regeln ignorieren)
- (es) sich gewohnt sein ((es) gewohnt sein)
- herzig (auch süddt., österr., liebenswürdig, niedlich, «süss»)
- der Hündeler (leicht abwertend für Hundehalter)
- plagieren (prahlen, angeben; bluffen)
- (ab)serbeln (dahinsiechen, [auch im übertragenen Sinne] im Sterben liegen)
- speditiv (rasch, zügig)
- der Rappenspalter (Knauser, Geizkragen, Pfennigfuchser)
- werweissen (hin und her raten)
- zentral (von zentraler, entscheidender Bedeutung)
- die Zwängerei (Drängerei; unnachgiebiges Beharren)
- zu Boden reden (1. [etwas] ausdiskutieren, beratschlagen; 2. [jemandem] ins Gewissen reden, [jemanden] ins Gebet nehmen; Klartext reden)

#### Gesundheitswesen
- der Gebärsaal bzw. das Gebärzimmer (Kreißsaal)
- hospitalisiert werden (ins Krankenhaus [Spital] eingewiesen werden, z. B. Unfallopfer: zwei Personen mussten hospitalisiert werden, alternativ: mussten in Spitalpflege verbracht werden)
- die Notfallstation (Notaufnahme)
- die Sanität (Sanitätsdienst, Rettung)
- die Sanitätsnotrufzentrale (Rettungsleitstelle)
- das Spital (auch bair., österr., Krankenhaus)
- das Spitalauto, das Sanitätsfahrzeug, die Ambulanz (Krankentransportwagen, Rettungswagen)
- die Spitex (Spital-externe Pflege, Krankenpflege zuhause durch geschultes Pflegepersonal)

#### Anderes
- allfällig (auch im österr., etwaig)
- der Ablöscher (ugs.: [übertragen] Enttäuschung; etwas, das keinen Gefallen gefunden hat, z. B. ein schlechtes Hotelzimmer)
- amten (ein Amt ausüben, dtl. amtieren)
- anfangs, beispielsweise anfangs Jahr oder anfangs des Jahres (bundesdeutsch: Anfang des Jahres)
- die Are, Plural: die Aren (Ar), Flächenmass; die Aare ist aber ein Fluss
- das Argumentarium (auch im österr., Liste von Argumenten)
- aufgleisen (Projekt auf den Weg bringen, in die Wege leiten)
- die Bandenergie, Ausdruck aus der Energiewirtschaft für Grundlast
- der Beschrieb (Beschreibung)
- ennet (jenseits)
- die Hektare, Plural: die Hektaren (Hektar)
- innert (binnen/innerhalb)
- der Jupe (franz.; [ʒyp]) (Rock – nur Unterteil ohne angenähtes Oberteil)
- die Knacknuss (schwierige Aufgabe)
- der Lauftext (Fliesstext)
- der Leerschlag (Leerzeichen)
- das Natel, von Nationales Autotelefon; Wz. (Mobiltelefon, Handy)
- das Ökonomiegebäude (Wirtschaftsgebäude)
- die Pelerine (Regencape)
- der Pikettdienst (Bereitschaftsdienst)
- die Postur (Statur)
- rezyklieren (wiederverwerten, recyceln)
- der Rock (einteiliges Kleid)
- die Schifflände (in den Kantonen Bern und Solothurn auch Schiffländte oder kurz Ländte; Hafenanlage, Schiffanlagestelle)
- schlussendlich (auch süddt., österr., letzten Endes, letztendlich)
- der Tätschmeister (Organisator, Wortführer)[12]
- das Telefon (Telefonat, Telefonanruf; hier bes. auch jmdm. ein Telefon geben = anrufen)
- der Unterbruch (Unterbrechung)
- vorgängig (zuvor)
- währschaft (solide; tüchtig, zuverlässig; gut, ordentlich, reell; von Essen: kräftig und nahrhaft, sättigend)
- die Wegleitung (Beschreibung, Leitfaden)

### Andere (Zusatz-)Bedeutung
- allenfalls (auch süddt., eventuell, höchstens)
- die Abdankung (Trauerfeier)
- der Ableger (Filiale)
- die Aktion (auch österr., Sonderangebot)
- aufgestellt (umgänglich, fröhlich, spontan)
- der Ausläufer (Bote, Laufbursche)
- die Beilage (Anlage eines Briefes oder einer E-Mail)
- die Blache (die Plane, Zeltplane, LKW-Plane)
- einladen (+ Inf.) (auffordern, etwas zu tun: der Bundesrat wurde eingeladen, den Vorschlag zu prüfen)
- harzig (zäh, langsam, mühsam)
- die Hühnerhaut (Gänsehaut im Sinne des Hautphänomens)
- kehren (wenden, kehrtmachen; die Bedeutung ‹mit einem Besen putzen› ist dtl.)
- der Kommissär (Kommissar, heute in den Bedeutungen ‹Beauftragter einer Regierung› und als Funktionsbezeichnung in der Verwaltung wie Bienen-, Steuer-, Weinbau-, Zivilkommissär)
- der Kübel (ein halber Liter Bier in einem Glashumpen)
- die Laube (Balkon über einer Treppe, auch als Hauszugang dienend)
- der Mais (Ärger, Lärm) – Mais machen, haben = Ärger verursachen, haben
- mutieren und Mutation (im Sinne von Änderung, z. B. Adressänderung)
- der Nationalrat (Abgeordneter der Volkskammer des Parlamentes, Volkskammer selbst; österr. nur: die Volkskammer selbst)
- der Notfall (Unfallstation)
- der Plausch inf. (Vergnügen; z. B. Veloplausch = Radtour)
- das Puff inf. (Unordnung, Durcheinander; Zoff)
- Tschüss und Tschau oder Ciao sind in der Schweiz Duzformen
- das Quartier (Stadtviertel)
- der Sack (Tüte, auch süddt.: Hosentasche)
- senkrecht (aufrichtig, brav, patriotisch)
- sprechen ([Gelder, Kredite] bewilligen)
- die Stange (ein Glas Bier von 3 dl)
- stimmen (seine Stimme abgeben)
- stossen (drücken (an Türen, auch österr.), schieben (Fahrrad))
- stossend (anstössig)
- die Streifung (leichter Schlaganfall, med. TIA)
- der Trainer (Trainingsanzug)
- tönen (klingen)
- der Umschwung (Hofstatt, zugehöriges Land um das Haus herum)
- verdanken (in formeller Weise für etwas danken), analog verdankenswerterweise
- der Verwaltungsrat (ausser bei Körperschaften des öffentlichen Rechts: Aufsichtsrat)
- der Vortritt (Vorfahrt)
- vorab (adv.) (vorwiegend, überwiegend, vorrangig, in erster Linie)
- wischen (mit einem Besen putzen)

### Im übrigen Sprachgebiet (oder Teilen davon) veraltet
- der Advokat (Rechtsanwalt)
- bis anhin (bisher)
- der Knabe (Junge)
- minim (geringfügig, minimal)
- rekognoszieren, nicht nur militärisch gebraucht (erkunden)

### Redewendungen
- mit abgesägten Hosen dastehen (den Kürzeren gezogen haben)
- aus Abschied und Traktanden fallen (ausser Betracht fallen)
- es macht den Anschein (es hat den Anschein)
- von Auge (mit blossem Auge)
- in den Ausgang gehen (ausgehen)
- ausjassen (aushandeln)
- bachab schicken (etw. verwerfen)
- von Beginn weg (von Beginn an)
- ab Blatt (spielen) (vom Blatt spielen, ohne Übung)
- ein Büro aufmachen (etwas unnötig als wichtig erscheinen lassen; etwas aufbauschen)[13]
- Einsitz nehmen (Mitglied in einem Gremium werden)
- dastehen wie der Esel am Berg (dastehen wie der Ochse vorm Berg)
- die Faust im Sack machen (die Faust in der Tasche ballen; Wut unterdrücken)
- weder Fisch noch Vogel (weder Fisch noch Fleisch; nicht konsequent; uneindeutig; nichts Richtiges)
- innert nützlicher Frist (angemessen schnell)
- das Fuder überladen (des Guten zu viel tun)
- den Fünfer zweimal drehen (aufs Geld achten)
- Man kann nicht den Fünfer und das Weggli haben. (selbsterklärend: Fünfer = Fünfrappenstück / Weggli = Brötchen)
- Handgelenk mal Pi  (so in etwa …, Pi mal Daumen)
- handkehrum adv.; auch handumkehr(t) (plötzlich, unversehens; andererseits, anders betrachtet)
- Hans was Heiri (Jacke wie Hose)
- es hat, solang es hat (es gibt etwas, solang der Vorrat reicht; solange Vorrat)
- Herr und Frau Schweizer (die Durchschnittsschweizer, Otto Normalverbraucher in der Schweiz)
- sein Heu nicht auf derselben Bühne haben mit/wie (nicht dieselben Ansichten haben wie)
- Jetzt ist genug Heu unten! (Jetzt reicht es!)
- jemandem geht der Knopf auf (auch österr., jemandem geht ein Licht auf, jemand entwickelt sich)
- obenaus schwingen (einen Spitzenplatz einnehmen)
- den Rank finden (doch noch den richtigen Weg finden; die Kurve kriegen)
- am Ranzen hangen (am Arsch lecken)
- zu reden geben (für Gesprächsstoff sorgen)
- neben den Schuhen stehen (falschliegen; sich nicht wohlfühlen in seiner Haut; außer sich sein)
- in die Schuhe blasen (den Buckel hinunterrutschen)
- es streng haben (viel zu tun haben)
- in Tat und Wahrheit (in Wirklichkeit)
- tiefe Preise/Steuern (niedrige Preise/Steuern)
- keinen Wank tun/machen (sich nicht rühren, keinen Mucks machen)
- es wird sich weisen (auch österr., es wird sich zeigen)
- der Zwanziger ist gefallen (verstanden haben; der Groschen ist gefallen, Zwanziger = 20-Rappen-Stück)

### Spezielle Konstruktionen
- es nimmt jemanden wunder, ob (es interessiert jemanden, ob)
- Geld(er) sprechen (Geld bewilligen)
- am Radio, am Fernsehen (im Radio, im Fernsehen)
- Sorge tragen zu jemandem/etwas (sich kümmern um jemanden/etwas)
- Ende Woche, Ende Monat, Ende Jahr (Ende der Woche / des Monats / des Jahres)
- bis und mit (bis einschliesslich)
- es hat noch Bier (Kartoffeln etc.) im Keller (es gibt noch Bier im Keller)
- ich habe kalt (mir ist kalt) – ist auch ein Belgizismus

### Schweizerische Sachspezifika
In den Bereichen Küche, Volkskultur und Politik finden sich zahlreiche Besonderheiten, die ausserhalb der Schweiz nicht bekannt sind und für die deshalb gemeindeutsche Ausdrücke fehlen.
- Küche: Älplermagronen (Gericht mit geschnittenen Kartoffeln, Makkaroni [Teigwaren], Rahm, Zwiebeln und geschmolzenem Käse), Basler Läckerli, Gnagi, Kaffee fertig (Kaffee mit Schnaps)

- Politik: Gemeindeversammlung (Versammlung der Stimmbürger einer Gemeinde), Halbkanton, Initiative, Landsgemeinde, Ständerat, Ständemehr, Vernehmlassung

- Volkskultur: Hamolstellung (Sitzposition beim Sonnenbaden), von einer Crememarke abgeleitet; Hornussen (ein Schlagstockspiel, v. a. im Kanton Bern), der/das Nouss (Schlagscheibe beim Hornussen), Jass (ein Kartenspiel), Schwingen (eine Art Ringkampf), Schwinget (Turnier für diesen Ringkampf)

- Natur: Bise, ein trockener, kalter Wind, der kalte Kontinentalluft aus dem Nordosten Europas nach Mitteleuropa befördert

## Aussprache
Es gibt mehrere Publikationen, die Empfehlungen für eine gepflegte Aussprache des Standarddeutschen in der Schweiz machen und sich dabei weder allzu stark an deutschländischen noch allzu stark an schweizerdeutschen Mustern orientieren. Die folgende Zusammenstellung folgt hingegen mehr einem beschreibenden (deskriptiven) Ansatz.

### Abweichende Betonung
In der Schweiz werden einige Wörter auf anderen Silben betont als in grossen Teilen des übrigen deutschsprachigen Raums:
- gewöhnlich auf der ersten Silbe betont werden etwa
  - Erbwörter wie Hellebarde und Hornisse
  - viele Fremdwörter, z. B. Asphalt, Apostroph, Balkon, Billet, Budget, Büro, Filet, Garage, Labor, Papagei, Penalty, Portemonnaie usw.
  - präfigierte Wörter wie Abteil, Abteilung, Durcheinander
  - mit Partikeln zusammengesetzte, abgeleitete Zusammensetzungen wie vorzüglich, unsagbar, unsäglich, unabdingbar, unaufhaltsam
  - Adverbien wie alsbald, bisher, nachher
  - Zusammensetzungen mit all-, beispielsweise Allgegenwart, allesamt, allgemein, alljährlich

- mit einer Präposition versehene Familiennamen werden immer auf der Präposition betont, selbst wenn diese mit dem Namen nicht zusammengeschrieben wird, z. B. in Michael vón Grünigen

- als Buchstaben gesprochene Abkürzungen (Akronyme) wie zum Beispiel CD, WC, FDP etc. werden nicht auf dem letzten, sondern auf dem ersten Buchstaben betont (also CéDe, WéCe, 'effdeepee)

- bei festen Zusammenfügungen, in denen das Bestimmungswort eine Ableitung auf -er ist, gilt oft Erstbetonung und in der Folge auch Zusammenschreibung (hierzu im Kapitel über die Orthographie): Génfersee (nicht Genfer Sée), Schwéizerschule (im Ausland, versus irgendeine Schweizer Schúle im Inland), Schwéizervolk

- auf der letzten Silbe betont werden dagegen etwa Neujahr, Motor, Orient, Traktor

Die Betonung kann dialektabhängig sein: So wird z. B. Kiosk im Berndeutschen auf das i (Kíosk), im Baseldeutschen auf das o (Kiósk) betont, was dann oft auch hörbar bleibt, wenn hochdeutsch gesprochen wird.

### Laute
Grundsätzlich ist bei jedem Sprecher ein starker Einfluss des schweizerdeutschen Basisdialekts merkbar, doch bestehen starke bildungsabhängige Unterschiede. Das Bühnendeutsch ist praktisch unbekannt; seine Verwendung im täglichen Leben ausserhalb des Theaters bei Schweizern wird als unschweizerisch abgelehnt; dies bezieht sich auf die Sprecher des staatlichen Radios und Fernsehens. Grundsätzlich gilt:
Konsonanten:
- /b, d, g, z/ sind stimmlose Lenis [b̥, d̥, g̊, z̥][16]

- Die Auslautverhärtung wird nicht durchgeführt; Rad [raːd̥] und Rat [raːt] unterscheiden sich also in der Aussprache.[16]

- /v/ wird in jüngeren Fremdwörtern als Approximant [⁠ʋ⁠] ausgesprochen. In älteren Fremd- sowie in Lehnwörtern wird es hingegen oft als stimmlose Lenis [v̥] realisiert und damit wie ein f ausgesprochen, z. B. in Advent, Arve, Clevner, David, Evangelium, Kadaver, Klavier, nervös, November, Proviant, provisorisch, Vagabund, Vagant, Vegetarier, Vegi, Ventil, Verena, Veronika, Vikar, Viktor, violett, Viper, Vizepräsident, Vulkan, zivil. Das Gleiche gilt für längst eingedeutschte romanische Ortsnamen wie Davos, Untervaz, Vaduz, Valendas, Vals, Valzeina, Vatikan, Veltlin, Venedig, Versam, Vilters, Vinelz, Visp, Vogesen.[17]

- Doppelt geschriebene Konsonanten werden oft lang ausgesprochen, etwa immer als [ˈɪmːər].[18] Ein Sonderfall ist [gg], der nicht als [gː], sondern als unaspirierter [kː] ausgesprochen wird. Aussprache von z. B. Egger ['ɛkːər], Jäggi ['jækːɪ].[19]

- Auch im Wortanlaut wird <ch> als [x] ausgesprochen, so in einheimischen Ortsnamen wie Chur und Cham oder in Fremdwörtern wie China, Chemie, Chirurgie usw. Die Churer sagen allerdings «Khur».

- <-ig> am Wortende wird als [-ɪg̊] artikuliert, so in König = [køːnɪg̊].[20]

- <chs> wird oft mit Frikativ ausgesprochen, z. B. Dachs als [daxs] oder sechs als [sɛxs/sɛçs].[16]

- In der Schweiz (ausgenommen Basel-Stadt sowie Teile der Ostschweiz) überwiegt das gerollte Zungenspitzen-R ([r]) im Unterschied zur Standardsprache Deutschlands, wo Reibe-R ([⁠ʁ⁠]) oder Zäpfchen-R ([⁠ʀ⁠]) überwiegt.

- Das <r> wird nicht vokalisiert. In der Schweiz heisst Vater also [faːter] (entsprechend dialektal [fatːər]) und nicht [faːtɐ].[21]

- In der deutschen Schweiz (wie auch in Süddeutschland und Österreich) ist stimmhaftes [z] unüblich, stattdessen gilt stimmloses [s]: [siː siŋt], nicht [ziː ziŋt].[22]

- Oft fehlt der Glottisschlag ([ʔ]); alle Wörter werden also «legato» (verbunden) ausgesprochen, z. B. in jeden Abend [jeːdən‿ aːbənd]. Sind zwei Silben durch Vokale getrennt, fehlt der Glottisschlag immer.

- z. T. wird <ch> wie im Dialekt nicht in «ich-» oder «ach-Laut» unterschieden, sondern ausschliesslich als velares [x] oder sogar uvulares [⁠χ⁠] artikuliert, z. B. in nicht = [nɪxt] oder [nɪχt].

- z. T. wird <k> wie im Dialekt als velare Affrikate [k͡x] oder sogar als uvulare Affrikate [q͡χ] ausgesprochen, z. B. Kunst = [k͡xʊnst].

- Selten werden <st> und <sp> im Wortinnern wie im Dialekt als [ʃt] bzw. [ʃp] ausgesprochen, z. B. Ast als [aʃt].

Vokale:
- Das unbetonte, schwache <e> wird oft nicht als Schwa ausgesprochen wie im Dialekt, sondern als [⁠e⁠] oder [⁠ɛ⁠], z. B. Gedanke = [g̊eˈd̥anke] oder [g̊ɛˈd̥ankɛ].

- Je nach Dialekt kann es sein, dass /a/ sehr dunkel (als [⁠ɑ⁠]) ausgesprochen wird.

- Je nach Dialekt kann es sein, dass kurzes /ɛ/, /ɔ/ und /œ/ geschlossen artikuliert werden, vgl. Bett = [bet], offen = ['ofːɘn], Hölle = [hølːe].

- Je nach Dialekt kann es sein, dass langes /eː/, /oː/ und /øː/ leicht offen artikuliert werden, vgl. geht = [gɛːt], schon = [ʃɔːn], schön = [ʃœːn].

- Bewahrung alter Länge im Wortstamm findet sich etwa in Andacht, brachte, gebracht, gedacht/dachte, Nachbar, Rache (je mit /aː/), Gedächtnis, rächen (je mit /ɛː/), fing, ging, hing, Viertel, vierzehn, vierzig (je mit /iː/), Hochzeit, Lorbeer, Rost [im Sinne von gitterartiges Gerät] (je mit /oː/), rösten (mit /øː/), juchzen (mit /uː/).[23]

- sekundäre Vokaldehnung findet sich oft bei an (auch in Vorsilben wie Andenken) und in ur-, Ur- (etwa Ursache).

### Akzent
Dem Schweizer Hochdeutschen eigen ist ein «singender» Tonfall; d. h. bei jedem Wort wird die betonte Silbe nicht bloss durch höhere Lautstärke gekennzeichnet, sondern auch durch eine deutliche Veränderung des Stimmtons: normalerweise sinkt die Tonhöhe der betonten Silbe. Beispiele:
- Bei merci («danke!») wird die erste Silbe lauter und tiefer oder wesentlich höher ausgesprochen als die zweite.

- Beim Befehl Profitieren Sie! in Kaufhausdurchsagen sinkt die Tonhöhe von pro- über -fi-, bis sie bei -tie- den tiefsten Punkt erreicht hat; bei -ren und Sie erreicht sie ungefähr wieder die Ausgangshöhe.

## Orthographie

### Buchstaben
Die Orthographie unterscheidet sich am deutlichsten vom übrigen Sprachgebiet durch das Fehlen des Eszetts. Auch nach langem Vokal oder Diphthong wird also immer Doppel-s geschrieben, zum Beispiel ausser, bloss, reissen oder auch Masse (sowohl für «Masse», als auch für «Maße»). Begonnen hat diese Entwicklung im 19. Jahrhundert mit der Umstellung von Fraktur auf Antiqua, weil letztere anfänglich gar kein «ß» kannte. Im Kanton Zürich schaffte der Erziehungsrat 1935 für die Schulen des Kantons Zürich das «ß» ab, und alle anderen Kantone folgten diesem Beschluss. Im Buchdruck hat sich das «ß» allerdings mit Blick auf den deutschen Markt teilweise bis heute gehalten, und auch einzelne Zeitungen verwendeten es noch längere Zeit, beispielsweise die Neue Zürcher Zeitung bis 1974.
Umlaute am Wortanfang werden bei schweizerischen Eigennamen als <Ae>, <Oe> und <Ue> geschrieben: Aebi, Oerlikon, Uetliberg (Aussprache: Üetliberg, nicht Ütliberg).

### Einzelwörter
In der Schweiz werden französische und italienische Lehnwörter auch nach der Rechtschreibreform in der französischen respektive italienischen Form geschrieben, z. B. Spaghetti. Die NZZ hat sich für die Schreibung placieren entschieden, um nicht neuerdings platzieren schreiben zu müssen.
Unterschiedliche Schreibweisen gibt es z. B. auch bei schweizerhochdeutsch Bretzel gegenüber ausserschweizerisch Brezel; Müesli gegenüber Müsli und Ziger gegenüber Zieger.

### Getrennt- und Zusammenschreibung
Ableitungen auf -er werden gerne mit dem folgenden Substantiv zusammengeschrieben, wenn eine semantische Einheit besteht, und zwar (anders als im deutschländischen Deutsch) unabhängig davon, ob das Bestimmungswort die Einwohner oder die Region meint. Das gilt etwa für geographische Namen wie Flumserberg, Genfersee, Mattertal, Stanserhorn, Zugerberg usw., Strassennamen wie Baslerstrasse usw., Begriffe wie Schweizerfahne, Schweizerfranken, Schweizerkreuz, Schweizerpsalm, Schweizerschule (im Ausland), Schweizervolk usw., Dialektbezeichnungen wie Schaffhauserdeutsch, Urnerdeutsch, Walliserdeutsch usw. (daneben aber Basel-, Bern-, Luzern-, Zürichdeutsch), kulinarische Begriffe wie Bernerplatte, Bündnerfleisch, Linzertorte, Wienerschnitzel und historische Begriffe wie Burgunderkriege, Kappelerkrieg, Mailänderkriege oder -züge, Näfelserfahrt, Neuenburgerhandel, Pavierzug, Sarnerbund, Savoyerhandel, Stäfnerhandel, Villmergerkrieg. Mit dieser Zusammensetzung ist – abgesehen von gewissen Ortsnamen – immer Betonung auf der ersten Silbe verbunden; in der Schweiz spricht man also Génfersee mit Betonung auf Genf-, nicht wie bundesdeutsch Genfer Sée mit Betonung auf See (aber: Flumserbérg, Zollikerbérg).
alt im Sinne von «ehemalig oder im Ruhestand befindlich» wird häufig als unflektiertes Adjektiv vor die Amts- und Berufsbezeichnungen gesetzt, zum Beispiel alt Nationalrat Hubacher. In anderen nationalen Varietäten wird alt plus Funktionsbezeichnung als Kompositum geschrieben: Alt[bundes]kanzler usw.

### Dezimal- und Tausendertrennzeichen
In der Schweiz wird als Dezimaltrennzeichen grundsätzlich das Komma verwendet. Eine Ausnahme bilden Geldbeträge, bei denen ein Punkt zwischen der Währungseinheit und der Untereinheit steht. Da die Schweizer Tastatur im Zahlenblock einen Dezimalpunkt hat (im Unterschied zum Komma auf der deutschen Tastatur), wird der Punkt häufig generell (und nicht nur für Geldbeträge) als Dezimaltrennzeichen verwendet. Dies gilt in besonderem Masse für Tabellenkalkulationsprogramme, da dort eine Unterscheidung zwischen Geldbeträgen und anderen Zahlen kaum zu bewerkstelligen ist und die Einstellungen nur ein Zeichen als Dezimaltrennzeichen zulassen. Im mündlichen Sprachgebrauch wird dennoch «Komma» gesagt.
Als Tausender-Trennzeichen werden Hochkommata oder Festabstände verwendet: «In der Schweiz leben 8'419'550 Menschen» oder «In der Schweiz leben 8 419 550 Menschen».

## Grammatik

### Abweichendes Genus
Abweichungen existieren z. B. beim Genus (männlich: der Drittel, Viertel (im Sinne von dritter, vierter Teil) statt das Viertel, weiblich: die Spargel statt der Spargel, die Foto neben das Foto, neutral: das E-Mail, das SMS, das Tram statt die E-Mail, die SMS, die Tram, sodann der Radio neben das Radio).
Anderes Genus in Verbindung mit einer anderen Form haben etwa die Are, die Hektare, die Etikette (im Sinne von Warenkennzeichen), die Limite, die Omelette statt der Ar, der Hektar, das Etikett, das Limit, das Omelett, umgekehrt das Trassee statt die Trasse.

### Abweichender Kasusgebrauch nach Verben und Präpositionen
Auch die Verbvalenz kann anders sein, so heisst es beispielsweise jemanden anfragen statt bei jemandem anfragen. Ebenso kann sich der präpositionale Anschluss unterscheiden: Rabatt mit der Präposition auf wird mit dem Dativ gebraucht; in Deutschland mit Akkusativ. Beispiel: «20 % Rabatt auf allen Artikeln».
Dank und trotz werden auch in der Schriftsprache gewöhnlich mit dem Dativ gebraucht: «dank seinen guten Kenntnissen», «trotz dem schlechten Wetter». In Deutschland wird trotz meistens und dank häufig mit dem Genitiv verbunden: «dank seiner guten Kenntnisse», «trotz des schlechten Wetters». Der Dativ nach trotz ist historisch eigentlich korrekt (vgl. bis heute: «trotzdem») und war im Mittelhochdeutschen durchwegs üblich. Auch wegen wird gerne mit dem Dativ statt mit dem Genitiv verknüpft, was allerdings nicht allgemein als standardsprachlich akzeptiert gilt: «wegen dem schlechten Wetter».

### Abweichender Gebrauch der Präpositionan
Mit dem bairischen Sprachraum in Deutschland, Österreich, Südtirol, nicht jedoch mit dem grössten Teil des schwäbisch-alemannischen Sprachraums in Deutschland, teilt die Schweiz zum Teil den Gebrauch der Präposition an, wo der übrige deutsche Sprachraum auf verwendet: «Ich war heute am Wochenmarkt», «An der Versammlung wurde diskutiert».

### Plural
Bei einigen Wörtern wird der Plural abweichend gebildet, z. B.: Gurt – Gurten, Spargel – Spargeln, Departement – Departemente, Park – Pärke, Konto – Konti.

### Fugen-s
Es gibt einen teilweise abweichenden Gebrauch des Fugen-s, z. B. «Zugsverkehr» (statt wie in Deutschland «Zugverkehr»). Es finden sich aber auch gegenteilige Beispiele, z. B. «Bahnhofordnung» (statt «Bahnhofsordnung»).

### Adjektivflexion
Im schweizerischen Hochdeutsch kommt die Endung -ern bei Adjektiven auf -er häufiger vor als in andern deutschen Sprachgebieten, z. B. im Besondern, im Weitern, des Weitern.

### Partizipien
Das Verb weben wird, anders als in Deutschland und Österreich, auch in der allgemeinen Bedeutung stark gebeugt: sie wob einen gemusterten Stoff, hat einen gemusterten Stoff gewoben, nicht nur in der übertragenen Bedeutung (manche Sage wob sich um seine Gestalt). Besonders in der übertragenen Bedeutung wird auch speisen stark flektiert: Der See wird von vier Bächen gespiesen.

### Artikelgebrauch
Gewisse Landschaftsnamen, die im deutschländischen und österreichischen Deutsch artikellos sind, treten schweizerhochdeutsch nur mit Artikel auf: das/im Burgund, das/im Piemont, das/im Friaul, das/im Tirol, oft auch das/im Vorarlberg. Besonders ausgeprägt ist der Artikelgebrauch bei Namen schweizerischer Land- und Talschaften wie beispielsweise das Avers, das Bergell, das Gaster, das Goms, das Misox, das Tessin, das Toggenburg, das Wallis.

### Relativpronomen
Das sonst im deutschen Sprachraum als altertümlich und schwerfällig geltende Relativpronomen welche(r) wird ohne diese Konnotation verwendet, z. B. in Damit wurde in der Schweiz ein Kompetenzzentrum für Klimafragen geschaffen, welches verstärkt die Bedürfnisse der Bevölkerung in den Mittelpunkt ihrer Forschung stellt.

### Satzbau
Im Satzbau auffällig sind Konstruktionen mit verkürztem Hauptsatz und folgendem Nebensatz, der nur durch die Anfangsstellung des Verbs gekennzeichnet ist; zum Beispiel:
- Gut, gibt es Schweizer Bauern. statt (Es ist) gut, dass es Schweizer Bauern gibt.
- Schön, haben Sie heute Zeit. statt (Es ist) schön, dass Sie heute Zeit haben.
- Schade, bist du gestern nicht hier gewesen. statt (Es ist) schade, dass du gestern nicht hier gewesen bist.

Dabei sind auch Zwischenformen mit vollständigem Hauptsatz gebräuchlich; zum Beispiel:
- Ich bin froh, sind Sie noch da. statt Ich bin froh, dass Sie noch da sind.

## Pragmatik
Die Pragmatik des schweizerischen Deutsch, also die Art und Weise, wie man etwas zum Ausdruck bringt, unterscheidet sich in einigen Fällen von der bundesdeutschen und der österreichischen.

### Verneinungen
Es werden öfter als im übrigen Sprachgebiet Verneinungen anstelle des Gegenteils benutzt, z. B.:
- nicht gross genug – anstatt zu klein
- zu wenig weit – anstatt zu kurz oder unzureichend.

## Schweizer Ausdrücke, die sich ins Gemeindeutsche ausgebreitet haben
Die meisten Ausdrücke bezeichnen Eigentümlichkeiten aus Fauna, Flora, Küche und Politik, die mitsamt der bislang unbekannten Sache auch anderswo im deutschen Sprachraum bekannt wurden.
Natur:
- Flysch
- Gletscher (in den Westalpen gebräuchlich; in den Ostalpen sagt man auch Ferner oder Kees)
- Lärche
- Lawine (Re-Romanisierung des in den Schweizer Alpen gebräuchlichen Láui, Láuine)
- Murmeltier
- Senn

Politik:
- Putsch (abgeleitet von putschen ‹stossen›; im 19. Jahrhundert fanden in mehreren Kantonen Aufstände gegen die Regierung statt; in Deutschland bekannt wurde das Wort dann vor allem durch den Kapp-Putsch; bereits im 19. Jahrhundert breitete sich das Wort auch in anderen Sprachen aus, namentlich im Englischen (the putsch) und im Französischen (le putsch))
- Reichsdeutsche (nach 1871 von Deutschschweizern geprägt)
- Schuldenbremse (in der Schweiz 2001/2003 eingeführt, siehe Schuldenbremse (Schweiz), 2009/2011 auch in Deutschland übernommen, siehe Schuldenbremse (Deutschland))
- Überfremdung (im Schweizer Einwanderungsdiskurs seit den 1920er Jahren verbreitet)
- Vignette (Aufkleber, der belegt, dass eine Gebühr bezahlt wurde; Vignetten wurden zunächst für die Benutzung der Schweizer Autobahnen eingeführt)

Küche:
- Bündnerfleisch
- Cordon bleu
- Fondue
- Müsli (eingedeutschte Form zur leichteren Aussprache; in der Schweiz heisst es Müesli [myəslɪ]; schweizerdeutsch Müsli [myːslɪ] bedeutet hingegen Mäuslein)
- Raclette
- Rösti

Anderes:
- Heimweh (eine psychosomatische Erkrankung, die als «Schweizerkrankheit» – morbus helveticus – zuerst an Schweizer Söldnern beschrieben wurde; das Wort «Nostalgie» entstand im 17. Jh. als Übersetzung von «Heimweh» ins Griechische)
- unentwegt (ständig; in einem fort)
- selbständigerwerbend
- degustieren (verkosten)
- Gondelbahn
- Urnengang (Abstimmung, Wahl)